# Jelen Do
Jelen Do (Servisch cyrillisch Јелен До) is een plaats in de Servische gemeente Požega. De plaats telt 167 inwoners (2002).